# 青野篤子
青野 篤子（あおの あつこ、1953年10月23日 - ）は、日本の心理学者。福山大学人間文化学部心理学科教授。

## 経歴
鳥取県生まれ。広島大学大学院教育学研究科博士課程修了。博士（心理学）を取得。松山東雲女子大学教授を経て、現職。

## 専門
社会心理学、ジェンダー心理学。
保育や教育におけるジェンダー・バイアスの問題、子どもや青年のジェンダー形成について、非言語コミュニケーションのジェンダー差について、親密な関係における暴力についてなど、ジェンダー問題を幅広く研究している。

## 所属学会
日本心理学会（日本心理学会ジェンダー研究会代表）、日本社会心理学会、日本グループダイナミックス学会（理事、日本発達心理学会、アメリカ心理学会第35部会など。

## 主な著訳書
- 心理科学研究会 編『新かたりあう青年心理学』青木書店、1999年3月。ISBN 4-250-99009-5。全国書誌番号:99080434。（共著）
- 心理科学研究会『平和を創る心理学 : 暴力の文化を克服する』ナカニシヤ出版、2001年。 NCID BA51975828。 2014年重版 全国書誌番号:22421898
- 心理科学研究会『平和を創る心理学 : 私とあなたと世界ぜんたいの幸福を求めて』（2版）ナカニシヤ出版、2014年。 NCID BB15432622。 （共著）
- 青野篤子、森永康子、土肥伊都子『ジェンダーの心理学 : 「男女の思いこみ」を科学する』（改訂版）ミネルヴァ書房、2004年10月。全国書誌番号:20673971。（共著）
- 福富護 編『ジェンダー心理学』朝倉書店〈朝倉心理学講座 ; 14〉、2006年6月。全国書誌番号:21048609。 （分担執筆）
- 青野篤子、湯川隆子 編「心理学の研究における女性の位置」『フェミニスト心理学をめざして : 日本心理学会シンポジウムの成果と課題』かもがわ出版、京都、2006年3月。ISBN 4780300029。 （共編著）
- 都筑学 編『働くことの心理学 : 若者の自分さがしといらだち』ミネルヴァ書房、2008年。 NCID BA86709117。全国書誌番号:21467672。 （共著）

- 森永康子、土肥伊都子、青野篤子『ジェンダーの心理学 : 「男女の思い込み」を科学する』ミネルヴァ書房、1999年。 NCID BA44618387。
- Gardner, Richard A.、鑪幹八郎、青野篤子、児玉厚子『シングル・ペアレント・ファミリー : 親はそこで何をどのように語ればよいのか』北大路書房、1999年。 NCID BA43686803。
- 青野篤子、森永康子、土肥伊都子『ジェンダーの心理学 : 「男女の思いこみ」を科学する』（改訂版）ミネルヴァ書房、2004年。 NCID BA69061753。
- 森永康子、青野篤子、福富護 著、日本心理学会ジェンダー研究会 編『女性とジェンダーの心理学ハンドブック』北大路書房、2004年。 NCID BA6659816X。 （共訳）
- 青野篤子、湯川隆子『フェミニスト心理学をめざして : 日本心理学会シンポジウムの成果と課題』かもがわ出版、2006年。 NCID BA7632911X。
- 青野篤子、赤澤淳子、松並知子『ジェンダーの心理学ハンドブック』ナカニシヤ出版、2008年。 NCID BA85501314。（共編著）
- Burman, Erica、青野篤子、村本邦子、五十嵐靖博、滑田明暢『発達心理学の脱構築』ミネルヴァ書房、2012年。 NCID BB11110442。
- 青野篤子『ジェンダー・フリー保育 : 次世代育成のヒント』多賀出版、2012年。 NCID BB08303357。
- 青野篤子、宇井美代子、上野淳子(心理学)、赤澤淳子『アクティブラーニングで学ぶジェンダー : 現代を生きるための12の実践』神前裕子 ; 水澤慶緒里 ; 井ノ崎敦子 ; 松並知子 ; 西尾亜希子 ; 荻野佳代子 ; 滑田明暢 ; 土肥伊都子 ; 澤田忠幸、ミネルヴァ書房、2016年。 NCID BB20903207。

## 主な論文
- 青野篤子「少年・少女マンガにおける性役割ステレオタイプ」『松山大学論集』第1巻第2号、松山大学学術研究会、1989年6月、115-137頁、ISSN 0916-3298、NAID 40004835975。
- 1994年 心理学概論書における母子関係の取り扱い 心理学評論，36（2），288-315．
- 「フェミニズムと教育」『児童心理学の進歩』第39巻、金子書房、2000年6月、124-147頁、ISBN 4760899405。
- 青野篤子「心理学概論書におけるハーロー研究の取り扱いについて」『松山東雲短期大学研究論集』第21巻、松山東雲女子大学・松山東雲短期大学、1990年12月、75-84頁、ISSN 0389-8768、NAID 110007006075。
- 青野篤子「対人距離に及ぼす性と地位の影響 : 従属仮説の観点から」『社会心理学研究』第19巻第1号、日本社会心理学会、2003年、51-58頁、doi:10.14966/jssp.KJ00003724883、ISSN 0916-1503、NAID 110002785379。
- 青野篤子「対人距離の性差に関する研究の展望―従属仮説の観点から:従属仮説の観点から」『実験社会心理学研究』第42巻第2号、日本グループ・ダイナミックス学会、2003年、201-218頁、doi:10.2130/jjesp.42.201、ISSN 0387-7973、NAID 130001611808。
- 青野篤子「男女平等とジェンダーに対する保育者の意識」『福山大学人間文化学部紀要』第7巻、福山大学、2007年3月、65-79頁、NAID 110007405989。
- 青野篤子、金子省子「保育にかかわる保護者のジェンダー観」『日本家政学会誌』第59巻第3号、一般社団法人 日本家政学会、2008年、135-142頁、doi:10.11428/jhej.59.135、ISSN 0913-5227、NAID 130004510400。（共著）
- 森永, 康子、Frieze, Iren H、Li, Manyu、青野篤子、周 玉慧、葛西真記子「大学生の親密な関係における暴力 -日本、台湾、米国の比較-」『論集』第58巻第1号、神戸女学院大学、2011年6月、101-111頁、doi:10.18878/00001940、ISSN 0389-1658、NAID 110008791389。
- 湯川隆子、高橋惠子、青野篤子、葛西真記子「教育の中のジェンダー問題 : 実践研究からの提案(研究委員会企画シンポジウム3)」『日本教育心理学会総会発表論文集』第54巻、一般社団法人 日本教育心理学会、2012年、S6-S7、doi:10.20587/pamjaep.54.0_S6、ISSN 2189-5538、NAID 110009801935。
- 井ノ崎敦子、上野淳子、松並知子、青野篤子、赤澤淳子「大学生におけるデートDV加害及び被害経験と愛着との関係」『学校危機とメンタルケア』第4巻、大阪教育大学学校危機メンタルサポートセンター、2012年3月、49-64頁、ISSN 1883-745X、NAID 120004226131。
- 青野篤子、五十嵐靖博、滑田明暢「社会に立ち向かう心理学であるために(<特集>社会的実践と心理学)」『心理科学』第34巻第2号、心理科学研究会、2013年、1-10頁、doi:10.20789/jraps.34.2_1、ISSN 0388-3299、NAID 110009688711。
- 青野篤子、橋本優花里、山崎理央「大学におけるピア・サポート活動の新たな展開 : 学生の横の関係と縦の関係をつなぐ試み」『福山大学人間文化学部紀要』第13巻、福山大学人間文化学部、2013年3月、29-42頁、NAID 40019598406。
- 張 迪、青野篤子「恋愛におけるネガティブ感情の生起プロセス : TEMによる質的分析」『福山大学こころの健康相談室紀要』第8号、福山大学人間文化学部心理学科附属こころの健康相談室、2014年、19-27頁、ISSN 1881-5960、NAID 40020011200。
- 橋本優花里、川人潤子、山崎理央、青野篤子「ピア・サポート・トレーナー養成講座の発展 : 2年目の取り組みと今後の課題」『福山大学人間文化学部紀要 = Journal of the Faculty of Human Cultures and Sciences of Fukuyama University』第14巻、福山大学人間文化学部、2014年3月、121-136頁、NAID 120005500936。
- 澤田忠幸、宇井美代子、滑田明暢、青野篤子「大学生の男女平等の判断基準と母親観および精神的健康との関連性」『愛媛県立医療技術大学紀要』第12巻第1号、愛媛県立医療技術大学、2015年12月、23-30頁、ISSN 1880-5477、NAID 120006537633。
- 井ノ崎敦子、上野淳子、松並知子、青野篤子「デートDVにおける暴力の頻度と精神的ダメージ：ジェンダーと暴力の双方向性への着目」『人間文化学部紀要 = Journal of the Faculty of Human Cultures and Sciences of Fukuyama University』第17巻、2017年3月、56-68頁、NAID 120006010669。